# Белл, Грег
Грегори Кёртис Белл (англ. Gregory Curtis Bell; 7 ноября 1930, Терре-Хот, Индиана — 25 января 2025, Логанспорт, Индиана) — американский легкоатлет (прыжок в длину), завоевавший золотую медаль на летних Олимпийских играх 1956 года в Мельбурне.
Он выиграл три национальных чемпионата AAU, два чемпионата NCAA, трижды получал всеамериканский статус NCAA и являлся четырёхкратным всеамериканским чемпионом AAU. С 1956 по 1958 год он являлся ведущим спортсменом страны, специализирующимся на прыжках в длину. Он установил рекорд NCAA в прыжках в длину, который держался семь лет, а также стал почётным членом зала славы лёгкой атлетики штата Индиана.
Белл был включён в Зал славы USATF в 1988 году. После своего выступления на летних Олимпийских играх он работал директором стоматологического отделения в государственной больнице Логанспорта (Индиана) более 50 лет и вышел на пенсию 30 мая 2020 года.
Скончался утром 25 января 2025 года в своём доме в Логанспорте в возрасте 94 лет.